# لينجاب شريف
لينجاب شريف (بالفارسية: لینجاب شریف) هي قرية تقع في قسم نبوت الريفي (مقاطعة إيوان) في إيران. يقدر عدد سكانها بـ 61 نسمة بحسب إحصاء 2016.